# 井上友一

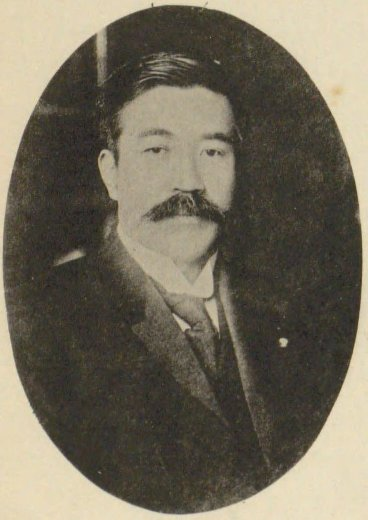
井上友一

井上 友一（いのうえ ともいち、明治4年4月10日（1871年5月28日） - 大正8年（1919年）6月12日）は、東京府知事を務めた、地方行政を専門とした内務官僚。号は明府。弟に、陸軍中将・井上一次。
救済事業の精神は、救貧より防貧、さらに教化が重要であると考え、感化救済事業や地方改良運動などを推進した。

## 略歴
- 明治4年4月（1871年） - 加賀藩士族井上盛重の長男として金沢市に生まれる。
- 明治17年（1884年） - 石川県専門学校に入学する。
- 明治20年（1887年） - 第四高等学校へ進学する。
- 明治23年（1890年） - 東京帝国大学へ入学。
- 明治26年（1893年） - 東京帝国大学法科を卒業し、内務省に入る。
  - 8月 - 内務属・内務省県治局に勤務する。
- 明治28年（1895年）1月 - 内務省県治局市町村課長となる。
- 明治29年（1896年）4月 - 内務書記官となる。
- 明治30年（1897年）9月 - 内務省県治局府県課長となる。
  - 10月 - 内務大臣秘書官を兼ねる。
- 明治31年（1898年）11月 - 内務省地方局府県課長となる。
- 明治33年（1900年）6月 - 欧州出張を命ぜられ、フランスのパリでの万国公私救済慈恵事業会議に出席する。
- 明治34年（1901年）3月 - 欧州出張から戻る。
  - 同年 - 行政裁判所評定官を兼任。
- 明治36年（1903年）7月 - 内務大臣秘書官の兼務を解かれる。
- 明治39年（1906年）11月 - 勅任内務参事官兼内務書記官となる。
- 明治41年（1908年）7月 - 内務省地方局府県課長を解かれ、内務省神社局長兼地方局府県課長となる。
- 明治42年（1909年）5月 - 法学博士となる。
- 大正元年（1912年）11月 - 地方局府県課長の兼務を解かれる。
- 大正4年（1915年）4月 - 明治神宮造営局長を兼任。
  - 7月2日 - 東京府知事となる。
- 大正8年（1919年）6月12日 - 帝国ホテルで渋沢栄一らと会食中に、脳溢血[1]により死去。

## 栄典
位階
- 1912年（明治45年）1月31日 - 従四位[2]
- 1917年（大正6年）2月10日 - 正四位[3]

勲章
- 1910年（明治43年）12月26日 - 勲三等瑞宝章[4]
- 1915年（大正4年）11月10日 - 大礼記念章[5]
- 1917年（大正6年）12月24日 - 勲二等瑞宝章[6]
- 1919年（大正8年）5月24日 - 旭日重光章[7]

## 著作
- 『欧西自治の大観』報徳会、明治39年（1906年）12月。
- 『列国の形勢と民政』報徳会、明治39年（1906年）12月。
- 『楽翁と須田因』良書刊行会、明治41年（1908年）12月。
- 『救済制度要義』博文館、明治42年（1909年）5月。
- 『自治要義』博文館、明治42年（1909年）12月。
- 『都市行政及法制』上下巻、博文館、明治44年（1911年）9月。
- 『自治之開発訓練』中央報徳会、明治44年（1911年）